# Pierre Aubert
Pierre Aubert (3 de março de 1927 – 8 de junho de 2016) foi um advogado e político suíço que ocupou de 1983 a 1987 o cargo de Presidente da Confederação Suíça.